# Sportclub Young Fellows Juventus 2017-2018
Questa voce raccoglie le informazioni riguardanti lo Sportclub Young Fellows Juventus nelle competizioni ufficiali della stagione 2017-2018.

## Stagione
Nella stagione 2017-2018 il Young Fellows Juventus, allenato da Domenico Sinardo e Salve Andracchio, concluse il campionato di Promotion League al 12º posto.

## Rosa
| N. |                     | Ruolo | Calciatore             |
| -- | ------------------- | ----- | ---------------------- |
| 1  | Svizzera (bandiera) | P     | Dragan Đukic           |
| 4  | Ghana (bandiera)    | C     | Kedy Quaye             |
| 4  | Svizzera (bandiera) | C     | Nicola Zuffi           |
| 5  | Svizzera (bandiera) | D     | Fabio Schmid           |
| 6  | Kosovo (bandiera)   | C     | Lulzim Salija          |
| 7  | Svizzera (bandiera) | D     | Fabio Bristot          |
| 8  | Svizzera (bandiera) | C     | Michel Avanzini        |
| 9  | Svizzera (bandiera) | A     | Marco Colocci          |
| 10 | Perù (bandiera)     | A     | Fabio Rodríguez Medina |
| 11 | Svizzera (bandiera) | C     | Armand Loué            |
| 12 | Svizzera (bandiera) | C     | Ramon Cecchini         |
| 17 | Svizzera (bandiera) | A     | Elvedin Causi          |
| 18 | Svizzera (bandiera) | P     | Dragan Zivanovic       |

| N. |                     | Ruolo | Calciatore               |
| -- | ------------------- | ----- | ------------------------ |
| 19 | Francia (bandiera)  | C     | Lewis Tavares            |
| 22 | Svizzera (bandiera) | D     | Paul Villano             |
| 23 | Svizzera (bandiera) | C     | Rajmond Laski            |
| 30 | Paraguay (bandiera) | P     | Ivan Fernandez Dominguez |
| 33 | Svizzera (bandiera) | D     | Etienne Manca            |
| 37 | Svizzera (bandiera) | D     | Simon Dünki              |
| 81 | Svizzera (bandiera) | C     | Balu Bokanga             |
| 99 | Svizzera (bandiera) | A     | Joe Mukinisa             |
|    | Croazia (bandiera)  | P     | Ilija Kovačić            |
|    | Svizzera (bandiera) | P     | Ernst Salzmann           |
|    | Germania (bandiera) | D     | Mete Ulu                 |
|    | Albania (bandiera)  | C     | Auron Brahimi            |

## Organigramma societario
Area tecnica
- Allenatore: Salve Andracchio
- Allenatore in seconda:
- Preparatore dei portieri:
- Preparatori atletici:

## Calciomercato

### Sessione estiva
| Acquisti | Acquisti              | Acquisti         | Acquisti |
| R.       | Nome                  | da               | Modalità |
| -------- | --------------------- | ---------------- | -------- |
| C        | Thomas Kunz           | San Gallo II     |          |
| C        | Ramon Cecchini        | Vaduz            |          |
| C        | Flavio Gautreaux      | Sciaffusa        |          |
| A        | Habil Jonuzi          | Kosova Zurigo    |          |
| D        | Daniel Bétrisey       | Utd Zurigo       |          |
| D        | Gianluca Calbucci     | Winterthur       |          |
| C        | Vernon Doe            | Zurigo U18       |          |
| D        | Simon Dünki           | Old Boys Basilea |          |
| C        | Rajmond Laski         | Baden            |          |
| C        | Armand Loué           | Utd Zurigo       |          |
| A        | Joe Mukinisa          | Utd Zurigo       |          |
| A        | Giandomenico Tanzillo | Winterthur II    |          |
| D        | Paul Villano          | Utd Zurigo       |          |
| P        | Dragan Zivanovic      | Utd Zurigo       |          |

| Cessioni | Cessioni        | Cessioni            | Cessioni |
| R.       | Nome            | a                   | Modalità |
| -------- | --------------- | ------------------- | -------- |
| D        | Daniel Bétrisey | Wettswil-Bonstetten |          |
| C        | Vernon Doe      | Utd Zurigo          |          |
| C        | Emir Sinanović  | Kosova Zurigo       |          |
| C        | Alex Novo       | Höngg               |          |
| C        | Lavdrim Ebipi   | Oldenburg           |          |
| C        | Jan Loosli      | Cham                |          |
| D        | Yves Oehri      | FC Bassersdorf      |          |
| C        | Josip Uzelac    | Tuggen              |          |

### Sessione invernale
| Acquisti | Acquisti        | Acquisti      | Acquisti |
| R.       | Nome            | da            | Modalità |
| -------- | --------------- | ------------- | -------- |
| C        | Michel Avanzini | Winterthur II |          |
| C        | Lewis Tavares   | Utd Zurigo    |          |
| P        | Milan Anicic    | Utd Zurigo    |          |

| Cessioni | Cessioni              | Cessioni          | Cessioni |
| R.       | Nome                  | a                 | Modalità |
| -------- | --------------------- | ----------------- | -------- |
| P        | Milan Anicic          | Zugo              |          |
| D        | Gianluca Calbucci     | Utd Zurigo        |          |
| C        | Thomas Kunz           | Reutlingen        |          |
| A        | Giandomenico Tanzillo | Winterthur II     |          |
| C        | Adijan Keranovic      | Cham              |          |
| P        | Rosario Filippone     | Blue Stars Zürich |          |
| A        | Sebastian Luck        | Höngg             |          |
| A        | Simon Mesonero        | Thalwil           |          |
| A        | Fabio Morelli         | Köniz             |          |

## Risultati

### Promotion League
| Arbitro: | Rothenfluh |

|  |           |             |
|  | Marcatori | 25’ Bokanga |

| Arbitro: | Bosnic |

|                       |           |  |
| Herger 18’ Müller 73’ | Marcatori |  |

| Arbitro: | Morais |

|                               |           |  |
| Luck 34’ Keranovic 44’ (rig.) | Marcatori |  |

| Arbitro: | Jancevski |

|                |           |                      |
| Kasaï 26’, 72’ | Marcatori | 36’ (rig.) Keranovic |

| Arbitro: | Ovcharov |

|           |           |                                      |
| Causi 45’ | Marcatori | 37’ Bavueza 66’ (rig.) Mejri 90’ Kok |

| Arbitro: | Wolfensberger |

|                                      |           |  |
| Şahin 24’, 73’ Fleury 28’ Ahmeti 33’ | Marcatori |  |

| Arbitro: | Cibelli |

|             |           |                                     |
| Bokanga 44’ | Marcatori | 73’ (aut.) Villano 90’ (rig.) Cissé |

| Zurigo 27 settembre 2017, ore 20:00 CEST 8ª giornata | Zurigo II | 0 – 0 referto | YF Juventus | Sportanlage Heerenschürli (215 spett.)\| Arbitro: \| Skalonja \| |
| Arbitro:                                             | Skalonja  |               |             |                                                                  |

| Arbitro: | Schärli |

|  |           |                          |
|  | Marcatori | 75’ Khelifi 86’ Gauthier |

| Arbitro: | Ovcharov |

|                                                           |           |             |
| Bozic 4’ Rafhinha 16’ Huber 42’ Scherrer 61’ Abegglen 77’ | Marcatori | 52’ Bokanga |

| Arbitro: | Superczynski |

|                       |           |                          |
| Laski 15’ Morelli 89’ | Marcatori | 39’ Cinquini 57’ Boillat |

| Emmen 14 ottobre 2017, ore 18:00 CEST 12ª giornata | Kriens  | 0 – 0 referto | YF Juventus | Stadion Gersag (480 spett.)\| Arbitro: \| Brunner \| |
| Arbitro:                                           | Brunner |               |             |                                                      |

| Arbitro: | Piccolo |

|  |           |             |
|  | Marcatori | 54’ Fargues |

| Arbitro: | Ghisletta |

|  |           |                                                             |
|  | Marcatori | 17’ (rig.) Morelli 27’ Zuffi 45’, 66’, 90’ Causi 84’ Schmid |

| Arbitro: | Staubli |

|                                                               |           |                                  |
| Villano 19’ Causi 29’, 41’ (rig.), 48’ Cecchini 87’ Laski 90’ | Marcatori | 56’ (rig.), 67’ Colic 88’ Acosta |

#### Girone di ritorno
| Arbitro: | Gianforte |

|  |           |                      |
|  | Marcatori | 63’ Vesco 83’ Pululu |

| Arbitro: | Roth |

|                                         |           |              |
| Colocci 18’, 58’ Causi 75’ Cecchini 80’ | Marcatori | 28’ Trachsel |

| Arbitro: | Ovcharov |

|  |           |           |
|  | Marcatori | 13’ Causi |

| Arbitro: | Schärli |

|                            |           |                |
| Causi 15’ Colocci 34’, 53’ | Marcatori | 75’ Zingarelli |

| Arbitro: | Dudic |

|                              |           |            |
| Lahiouel 21’ Ndongo 68’, 90’ | Marcatori | 7’ Colocci |

| Arbitro: | Superczynski |

|                  |           |  |
| Colocci 88’, 90’ | Marcatori |  |

| Arbitro: | Morais |

|                                |           |  |
| Rushenguziminega 30’, 40’, 46’ | Marcatori |  |

| Arbitro: | Gianforte |

|                                      |           |              |
| Avanzini 8’ Colocci 11’ Mukinisa 90’ | Marcatori | 45’ Pagliuca |

| Arbitro: | Jancevski |

|            |           |  |
| Bühler 36’ | Marcatori |  |

| Arbitro: | Borra |

|                                    |           |             |
| Tavares 12’ Causi 56’ Mukinisa 90’ | Marcatori | 6’ Abegglen |

| Arbitro: | Wolfensberger |

|             |           |           |
| Makshana 4’ | Marcatori | 46’ Causi |

| Arbitro: | Ghisletta |

|  |           |                                                        |
|  | Marcatori | 11’ Siegrist 28’ Wiget 60’ Chihadeh 88’, 90’ Sulejmani |

| Arbitro: | Ljatifi |

|                      |           |                       |
| Tall 70’ Fargues 83’ | Marcatori | 20’ Causi 44’ Villano |

| Arbitro: | Morais |

|                                              |           |                                            |
| Tavares 11’ Colocci 32’ Causi 60’ Salija 88’ | Marcatori | 20’ Ramadani 53’ Yılmaz 64’, 78’ Schiavano |

| Arbitro: | Huber |

|                                              |           |                                     |
| Colic 2’ Lüthi 8’, 53’ Konopek 16’, 50’, 77’ | Marcatori | 37’ Salija 62’ Cecchini 84’ Colocci |

## Statistiche

### Statistiche di squadra
| Competizione     | Punti | In casa | In casa | In casa | In casa | In casa | In casa | In trasferta | In trasferta | In trasferta | In trasferta | In trasferta | In trasferta | Totale | Totale | Totale | Totale | Totale | Totale | DR |
| Competizione     | Punti | G       | V       | N       | P       | Gf      | Gs      | G            | V            | N            | P            | Gf           | Gs           | G      | V      | N      | P      | Gf     | Gs     | DR |
| ---------------- | ----- | ------- | ------- | ------- | ------- | ------- | ------- | ------------ | ------------ | ------------ | ------------ | ------------ | ------------ | ------ | ------ | ------ | ------ | ------ | ------ | -- |
| Promotion League | 36    | 15      | 7       | 2       | 6       | 31      | 28      | 15           | 3            | 4            | 8            | 17           | 29           | 30     | 10     | 6      | 14     | 48     | 57     | -9 |
| Totale           | 36    | 15      | 7       | 2       | 6       | 31      | 28      | 15           | 3            | 4            | 8            | 17           | 29           | 30     | 10     | 6      | 14     | 48     | 57     | -9 |

### Andamento in campionato
| Giornata  | 1 | 2 | 3 | 4 | 5  | 6  | 7  | 8  | 9  | 10 | 11 | 12 | 13 | 14 | 15 | 16 | 17 | 18 | 19 | 20 | 21 | 22 | 23 | 24 | 25 | 26 | 27 | 28 | 29 | 30 |
| --------- | - | - | - | - | -- | -- | -- | -- | -- | -- | -- | -- | -- | -- | -- | -- | -- | -- | -- | -- | -- | -- | -- | -- | -- | -- | -- | -- | -- | -- |
| Luogo     | T | T | C | T | C  | T  | C  | T  | C  | T  | C  | T  | C  | T  | C  | C  | C  | T  | C  | T  | C  | T  | C  | T  | C  | T  | C  | T  | C  | T  |
| Risultato | V | P | V | P | P  | P  | P  | N  | P  | P  | N  | N  | P  | V  | V  | P  | V  | V  | V  | P  | V  | P  | V  | P  | V  | N  | P  | N  | N  | P  |
| Posizione | 5 | 9 | 4 | 7 | 11 | 13 | 14 | 15 | 15 | 15 | 15 | 14 | 15 | 14 | 14 | 14 | 14 | 12 | 12 | 12 | 11 | 11 | 10 | 13 | 9  | 9  | 11 | 11 | 11 | 12 |

Legenda:

Luogo: C = Casa; T = Trasferta. Risultato: V = Vittoria; N = Pareggio; P = Sconfitta.

### Statistiche dei giocatori
| M. Avanzini  | 11 | 1  | 2  | 0 |
| B. Bokanga   | 26 | 3  | 4  | 0 |
| A. Brahimi   | 0  | 0  | 0  | 0 |
| F. Bristot   | 24 | 0  | 1  | 1 |
| D. Bétrisey  | 0  | 0  | 0  | 0 |
| G. Calbucci  | 7  | 0  | 1  | 0 |
| E. Causi     | 27 | 14 | 6  | 0 |
| R. Cecchini  | 27 | 3  | 4  | 0 |
| M. Colocci   | 23 | 10 | 10 | 1 |
| S. Dünki     | 26 | 0  | 6  | 1 |
| I. Fernández | 0  | 0  | 0  | 0 |
| R. Filippone | 0  | 0  | 0  | 0 |
| H. Jonuzi    | 2  | 0  | 0  | 0 |
| A. Keranovic | 14 | 2  | 3  | 1 |
| I. Kovačić   | 11 | 0  | 0  | 0 |
| T. Kunz      | 4  | 0  | 0  | 0 |
| R. Laski     | 20 | 2  | 1  | 0 |
| A. Loué      | 20 | 0  | 4  | 0 |
| S. Luck      | 8  | 1  | 1  | 0 |
| E. Manca     | 17 | 0  | 3  | 0 |
| F. Medina    | 3  | 0  | 0  | 0 |
| S. Mesonero  | 3  | 0  | 0  | 0 |
| F. Morelli   | 10 | 2  | 0  | 0 |
| J. Mukinisa  | 13 | 2  | 0  | 0 |
| K. Quaye     | 0  | 0  | 0  | 0 |
| L. Salija    | 11 | 2  | 2  | 0 |
| E. Salzmann  | 0  | 0  | 0  | 0 |
| F. Schmid    | 20 | 1  | 5  | 0 |
| E. Sinanović | 1  | 0  | 1  | 0 |
| G. Tanzillo  | 6  | 0  | 0  | 0 |
| L. Tavares   | 13 | 2  | 3  | 0 |
| M. Ulu       | 0  | 0  | 0  | 0 |
| P. Villano   | 26 | 2  | 7  | 0 |
| D. Zivanovic | 3  | 0  | 0  | 0 |
| N. Zuffi     | 24 | 1  | 4  | 0 |
| D. Đukic     | 16 | 0  | 2  | 0 |